# Baron Oaksey

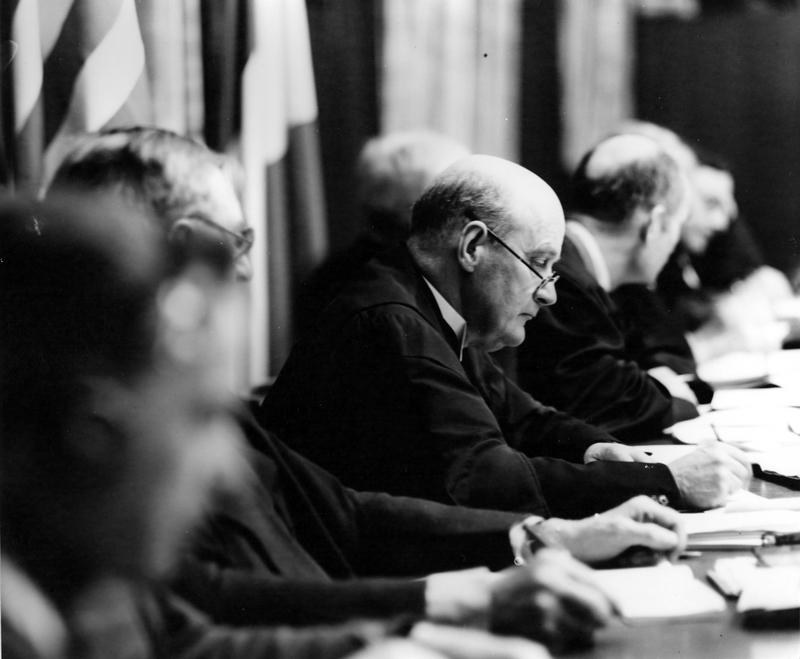
Geoffrey Lawrence, während des Nürnberger Prozesses, um 1946

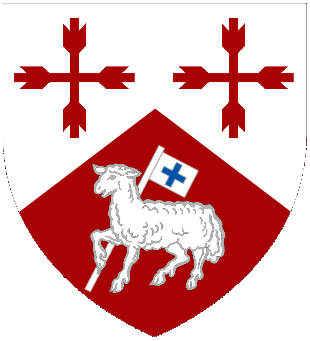
Wappen der Barone Trevethin

Baron Oaksey, of Oaksey in the County of Wilts, ist ein erblicher britischer Adelstitel in der Peerage of the United Kingdom.
Dieser Titel ist nach dem Ort Oaksey bei Malmesbury in England benannt.

## Verleihung und weitere Titel
Der Titel wurde am 13. Januar 1947 für Sir Geoffrey Lawrence geschaffen. Dieser war Vorsitzender Richter im Nürnberger Prozess gegen die Hauptkriegsverbrecher (1945–1946) und der jüngere Sohn des Alfred Lawrence, 1. Baron Trevethin. 
Beim Tod seines älteren Bruders Charles Lawrence, 2. Baron Trevethin, erbte der 1. Baron Oaksey, auch dessen Titel als 3. Baron Trevethin, der 1921 für seinen Vater geschaffen worden war. Die beiden Baronien sind seither vereinigt.
Der nutzte entgegen den allgemeinen Regeln nicht den älteren Titel, sondern nannte sich weiterhin Baron Oaksey. Sein Sohn verfuhr entsprechend.

## Liste der Barone Oaksey (1947)
- Geoffrey Lawrence, 1. Baron Oaksey, 3. Baron Trevethin (1880–1971)
- John Lawrence, 2. Baron Oaksey, 4. Baron Trevethin (1929–2012)
- Patrick Lawrence, 5. Baron Trevethin, 3. Baron Oaksey (* 1960)

Titelerbe (Heir apparent) ist der Sohn des aktuellen Titelinhabers, Hon. Oliver Lawrence (* 1990).